# Цанко Цанков (кмет)
Вижте пояснителната страница за други личности с името Цанко Цанков.
Цанко Христов Цанков е кмет на град Ловеч от 1924 до 1932 г.

## Биография
Цанко Цанков е роден през 1889 г. в гр. Ловеч в семейството на търговеца и общественика Христо Цанков. Учи в родния си град. Завършва специалност финансови науки в Германия.
Участва във Войните за национално обединение (1912 – 1918). След демобилизацията се занимава с търговия.
Включва се в политическия живот на гр. Ловеч през 1919 г. като общински съветник. След разтурянето на Ловешката комуна от 20 август 1921 г. е член на управляващата тричленна комисия. Общински съветник (1919 – 1932). Секретар на Лозарската кооперация „Ловешка гъмза“ и член на Водния синдикат „Осъм“.
На 7 юли 1924 г. от името на Демократическия сговор печели общинските избори и е избран за кмет на гр. Ловеч. Такъв е до 16 август 1932 г., като е избиран пет пъти. За времето на своето управление, провежда активна инфраструктурна и стопанска политика. След конфликт с правителството на Народния блок си подава оставката.
Началник на Плевенската инспекция на труда (1934), член на Ловешката културно-благотворителна дружба в Плевен (1937). Установява се в София и е главен инспектор на Дирекцията по труда (1940). Умира през 1942 г. след кръвоизлив на язва в гр. София.